# 石井敏
石井 敏（いしい さとし、1936年3月28日 - 2017年1月30日）は、日本のコミュニケーション学者。獨協大学名誉教授。日本におけるスピーチ・コミュニケーション学の先駆者。専門は異文化コミュニケーション論、対人コミュニケーション論、非言語コミュニケーション論、英語教育。

## 経歴
1936年埼玉県春日部市生まれ。1959年千葉大学教育学部英語科卒業。英語教育における視聴覚的方法論の第一人者である天野一夫に師事。1959年から1971年までは公立校の教員として、千葉県立茂原高等学校英語教諭などを勤めた。1969年フルブライト奨学生として米国ノースウェスタン大学大学院スピーチ学研究科修士課程修了（M.A.）。パーク・ジャドソン・ニューカム（Park Judson Newcombe）博士などに学ぶ。 1971年から1973年千葉市立千葉高等学校英語教諭。1973年公務員（高校教諭）を退職後、大妻女子大学文学部英文学科専任講師、1979年助教授、1986年教授。1994年獨協大学外国語学部英語学科及び同大学大学院外国語学研究科英語学専攻教授、2006年名誉教授。京都大学講師、国際基督教大学講師、聖心女子大学講師、神田外語大学講師なども務めた。
1974年から1979年『Speech Education』（日本太平洋コミュニケーション学会学会誌）編集委員長。1981年から1983年及び1986年から1988年日本コミュニケーション学会会長。1982年から1983年ハワイ大学マノア校スピーチ学科客員研究員。1988年から1989年文部省学習指導要領改訂委員会委員。ハワイ大学マノア校、ハワイ大学ヒロ校、南イリノイ大学カーボンデール校、ラドフォード大学、ウエストバージニア大学、檀国大学校など海外の研究・教育機関で日本文化とコミュニケーションに関して数多くの講演を行った。国内では、文部省主催の全国英語教育指導者講座講師、外国語青年招致事業（JETプログラム）の外国語指導助手（ALT）オリエンテーション講師、国際交流基金日本研究センターのオリエンテーション・セミナー講師、国際教育交流協議会（JAFSA）夏期研究集会講師、ジャパンタイムズ主催の英語レシテーション・コンテスト審査員を歴任した。
分かりやすい要約と独創的な知見には定評があり、日本における異文化コミュニケーション学界の草分け的存在だった。ハワイ大学マノア校スピーチ学科学科長であり太平洋コミュニケーション学会会長でもあったドナルド・クロフ（Donald W. Klopf）とのコミュニケーション様式の実証的な比較文化研究、日本人の非言語コミュニケーション行動の解説、異文化コミュニケーション能力の明確化、そして仏教的視点からのコミュニケーション理論の構築に精力的に取り組んだ。特に、話し手の遠慮と聞き手の察しの相互作用を図式化した「日本人の遠慮と察しコミュニケーション・モデル」で日本国内のみならず海外でも知られている。また、文化を「高等文化」、「伝統文化」、「日常生活文化」に分類し、更に日常生活文化を「精神文化層」、「行動文化層」、「物質文化層」の3重構造として概念化した。
「西高東低」のタテの異文化意識に基づく「強制・帝国主義型」あるいは「移入・摂取型」コミュニケーションではなく、文化の平等性を重視した「相互理解・受益型」のヨコの異文化コミュニケーションが必要であるというのが持論だった。異文化コミュニケーション論の観点から英語教育の様々な問題点を指摘し、改善策を提示した。因習的な「英米文化崇拝主義」には特に批判的で、日本文化を背景とした発信能力の育成を力説した。横浜市教育文化センターで開催された第10回関東地区高等学校英語教育研究協議会神奈川大会の基調講演において、鴨長明の方丈記を引用しながら仏教的無常観に言及し、「人生とはコミュニケーションであり、コミュニケーションとは人生である」と述べた。著書、論文多数。2017年1月30日、茂原市内の病院で死去。享年80歳。

## 著書
- 『異文化コミュニケーション―新・国際人の条件』（改訂版）（有斐閣、1996年）
- 『異文化コミュニケーション・キーワード』（新版）（有斐閣、2001年）
- 『異文化コミュニケーション・ハンドブック―基礎知識から応用・実践まで』（有斐閣、1997年）
- 『異文化コミュニケーションの理論―新しいパラダイスを求めて』（有斐閣、2001年）
- 『異文化コミュニケーション研究法―テーマの着想から論文の書き方まで』（有斐閣、2005年）
- 『異文化コミュニケーション事典』（春風社、2013年）
- 『はじめて学ぶ異文化コミュニケーション―多文化共生と平和構築に向けて』（有斐閣、2013年）
- 『コミュニケーション論入門』（コミュニケーション基本図書第1巻）（桐原書店、1993年）
- 『日本人のコミュニケーション』（コミュニケーション基本図書第2巻）（桐原書店、1993年）
- 『英語コミュニケーションの理論と実際』（コミュニケーション基本図書第3巻）（桐原書店、1993年）
- 『ビジネスマンのためのスピーチの英語』（だれでもわかる英語ビジネス講座）（荒竹出版、1994年）
- 『美しい英語の朗読話術―散文・演説・演劇・詩文』（ジャパンタイムズ、1978年）
- 『Communicating Effectively across Cultures―異文化間コミュニケーション概論』（南雲堂、1984年）
- 『Communicating with the West―英語コミュニケーション概論』（南雲堂、1985年）
- 『Communicating without Words―沈黙のコミュニケーション』（南雲堂、1987年）
- 『Communicating Person-to-Person―対人関係とコミュニケーション』（桐原書店、1989年）
- 『Effective Oral Communication―効果的な英語コミュニケーション』（英宝社、1989年）
- 『Oral Communication Course A: Interact』（新版）（桐原書店、1998年）
- 『Oral Communication Course B: Listen』（新版）（桐原書店、1998年）
- 『Oral Communication Course C: Speak out』（新版）(桐原書店、1998年）
- 『Understanding Intercultural Communication―異文化との出会い』（研究社、1986年）

## 論文
- Ishii, S. (1984). Enryo-sasshi communication: A key to understanding Japanese interpersonal relations. Cross Currents: A Journal of Language Teaching and Cross-Cultural Communication, 11(1), 49-58.
- Ishii, S. (1985). Thought patterns as modes of rhetoric: The United States and Japan. In L. A. Samovar & R. E. Porter (Eds.), Intercultural communication: A reader (4th ed., pp. 97-102). Belmont, CA: Wadsworth.
- Ishii, S. (1988). Nonverbal communication in Japan (Orientation Seminars on Japan, No. 28). Tokyo, Japan: Office for the Japanese Studies Center, The Japan Foundation.
- Ishii, S. (1992). Buddhist preaching: The persistent main undercurrent of Japanese traditional rhetorical communication. Communication Quarterly, 40(4), 391-397.
- Ishii, S. (1995). Cross-cultural/intercultural communication for a borderless world of diversity in harmony. Journal of the Communication Association of Korea, 3, 17-23.
- Ishii, S. (1998). Developing a Buddhist en-based systems paradigm for the study of Japanese human relationships. Japan Review, 10, 109-122.
- Ishii, S. (2001). An emerging rationale for triworld communication studies from Buddhist perspectives. Human Communication: A Journal of the Pacific and Asian Communication Association, 4(1), 1-10.
- Ishii, S. (2001). The Japanese welcome-nonwelcome ambivalence syndrome toward marebito/ijin/gaijin strangers: Its implications for intercultural communication research. Japan Review, 13, 145-170.
- Ishii, S. (2004). Proposing a Buddhist consciousness-only epistemological model for intrapersonal communication research. Journal of Intercultural Communication Research, 33(2), 63-76.
- Ishii, S. (2006). Complementing contemporary intercultural communication research with East Asian sociocultural perspectives and practices. China Media Research, 2(1), 13-20.
- Ishii, S. (2007). Exploring the path to Buddhist enlightenment (bodhi) as ultimate communication. China Media Research, 3(4), 42-49.
- Ishii, S. (2008). Promoting interreligious communication studies: A rising rationale. Human Communication: A Journal of the Pacific and Asian Communication Association, 11(2), 133-144.
- Ishii, S. (2009). Conceptualizing Asian communication ethics: A Buddhist perspective. Journal of Multicultural Discourses, 4(1), 49-60.
- Ishii, S., & Bruneau, T. (1994). Silence and silences in cross-cultural perspective: Japan and the United States. In L. A. Samovar & R. E. Porter (Eds.), Intercultural communication: A reader (7th ed., pp. 246-251). Belmont, CA: Wadsworth.
- Ishii, S., & Klopf, D., & Cooke, P. (2012). Worldview in intercultural communication: A religio-cosmological approach. In L. A. Samovar, R. E. Porter, & E. R. McDaniel (Eds.), Intercultural communication: A reader (13th ed., pp. 56-64). Boston, MA: Wadsworth/Cengage Learning.